# Mouvement Montréal français
Le Mouvement Montréal français (MMF) est un groupe de pression, fondé en 2006 à Montréal, visant à promouvoir l'utilisation de la langue française au Québec, notamment à Montréal. Il coopère avec et est associé au Mouvement Québec français.
Depuis 2009, il décerne les prix Harfang et Autruche. 